# Karolina Elbanowska
Karolina Elbanowska (ur. 6 lipca 1980 w Warszawie) – polska działaczka społeczna, publicystka, autorka książek, germanistka, inicjatorka akcji „Ratuj Maluchy”.

## Życiorys
Edukację szkolną rozpoczęła w Hamburgu, gdzie pracował jej ojciec. Następnie uczyła się w Warszawie. Absolwentka Instytutu Germanistyki Uniwersytetu Warszawskiego. Pracowała jako nauczycielka niemieckiego. W 2008 wraz z mężem Tomaszem Elbanowskim była inicjatorką akcji „Ratuj Maluchy”, która zebrała ponad 60 tysięcy podpisów przeciwko obniżeniu wieku obowiązku szkolnego. W maju 2009 założyli Stowarzyszenie Rzecznik Praw Rodziców, a w 2010 Fundacje Rzecznik Praw Rodziców, której została prezesem. Fundacja zajmuje się prawami rodziców (m.in. prowadzi infolinię „Telefon wsparcia dla rodziców zagrożonych pochopnym odebraniem dzieci”), prawami dzieci oraz edukacją. 
W 2011 wyszli z inicjatywą obywatelską projektu nowelizacji ustawy znoszącej obowiązek szkolny dla sześciolatków, pod którym podpisy złożyło 347 tysięcy osób – zdaniem dziennikarzy Rzeczpospolitej inicjatywa ta była głównym powodem odroczenia wejścia w życie obowiązku szkolnego dla sześciolatków, mimo iż sam projekt został odrzucony przez Sejm Rzeczypospolitej Polskiej. Dwa lata później, również wraz z mężem, zainicjowali inicjatywę referendalną, która miała objąć m.in. kwestię likwidacji obowiązku szkolnego sześciolatków. Pod projektem tym podpisał się blisko milion obywateli, jednak również został on odrzucony przez Sejm RP. W 2014 po raz kolejny rozpoczęli razem z mężem inicjatywę obywatelską dotyczącą likwidacji obowiązku szkolnego sześciolatków. Mimo zebrania pod tym projektem niemal 300 tysięcy podpisów, został on odrzucony przez Sejm RP. Jednak w 2015 pierwszą decyzją nowego rządu PiS, było odwołanie reformy obniżenia wieku szkolnego, zgodnie z założeniem inicjatywy „Ratuj maluchy”, która po ośmiu latach zakończyła się w ten sposób sukcesem. Od 2018 wraz z mężem zajmuje się prowadzeniem wydawnictwa Tabula Rasa, które wydaje książki dla dzieci autorstwa Tomasza Elbanowskiego.
W 2020 podczas pandemii COVID-19 sprzeciwiła się edukacji zdalnej jako szkodliwej dla dzieci, a potem również masowym szczepieniom dzieci przeciw COVID-19.
Mieszka w Warszawie. Matka dziesięciorga dzieci. Jest wnuczką Wandy Garlińskiej – uczestniczki powstania warszawskiego.

## Nagrody
- w 2009 wyróżniona przez Życie Warszawy tytułem Dama Stolicy[13]
- w 2011, wspólnie z mężem, znalazła się na liście „100 najbardziej wpływowych Polaków” tygodnika Wprost[2].

- w 2013, razem z mężem, zajęła 17. miejsce na liście „50 najbardziej wpływowych Polaków” tego samego tygodnika[14].

- w styczniu 2014, wraz z mężem, otrzymała specjalne wyróżnienie w pierwszej edycji nagrody „Człowiek Wolności 2013 roku” przyznawanej przez tygodnik W Sieci za „obywatelski wymiar akcji Ratuj Maluchy kierowanej przez małżeństwo laureatów”[15].

- w marcu 2014, wraz z mężem, otrzymała nagrodę Tulipanów Narodowego Dnia Życia za działalność w ramach Fundacji Rzecznik Praw Rodziców[16].

- w 2015 wraz z mężem wybrana przez czytelników tygodnika Wprost Człowiekiem Roku[17]

## Publikacje
- Karolina Elbanowska, Tomasz Elbanowski, Ratuj maluchy! Rodzicielska rewolucja, Poznań: Zysk i S-ka, 2015, ISBN 978-83-7785-721-2, OCLC 924831931 [dostęp 2021-08-18] (pol.). Brak numerów stron w książce
- Karolina Elbanowska, Tomasz Elbanowski, Elementarz dla rodziców 6-latka: zerówka czy 1 klasa?, Ożarów Mazowiecki: Wydawnictwo Olesiejuk, 2016, ISBN 978-83-274-4214-7, OCLC 995388451 [dostęp 2021-09-16] (pol.). Brak numerów stron w książce